# Bermatingen-Ahausen
Bermatingen-Ahausen – przystanek w Ahausen (gmina Bermatingen), w kraju związkowym Badenia-Wirtembergia, w Niemczech.
| Bermatingen-Ahausen    |  |                            |
| Linia Bodenseegürtel   |  |                            |
| Salemodległość: 2,9 km |  | Markdorf odległość: 3,7 km |